# Municipio de Tarkio (Misuri)
El municipio de Tarkio (en inglés: Tarkio Township) es un municipio ubicado en el condado de Atchison en el estado estadounidense de Misuri. En el año 2010 tenía una población de 1752 habitantes y una densidad poblacional de 14,11 personas por km².

## Geografía
El municipio de Tarkio se encuentra ubicado en las coordenadas 40°26′14″N 95°23′13″O / 40.43722, -95.38694. Según la Oficina del Censo de los Estados Unidos, el municipio tiene una superficie total de 124.14 km², de la cual 124,05 km² corresponden a tierra firme y (0,07 %) 0,09 km² es agua.

## Demografía
Según el censo de 2010, había 1752 personas residiendo en el municipio de Tarkio. La densidad de población era de 14,11 hab./km². De los 1752 habitantes, el municipio de Tarkio estaba compuesto por el 98,06 % blancos, el 0,74 % eran afroamericanos, el 0,34 % eran amerindios, el 0,34 % eran asiáticos, el 0,11 % eran de otras razas y el 0,4 % eran de una mezcla de razas. Del total de la población el 0,91 % eran hispanos o latinos de cualquier raza.